# サセックス・ポンド・プディング

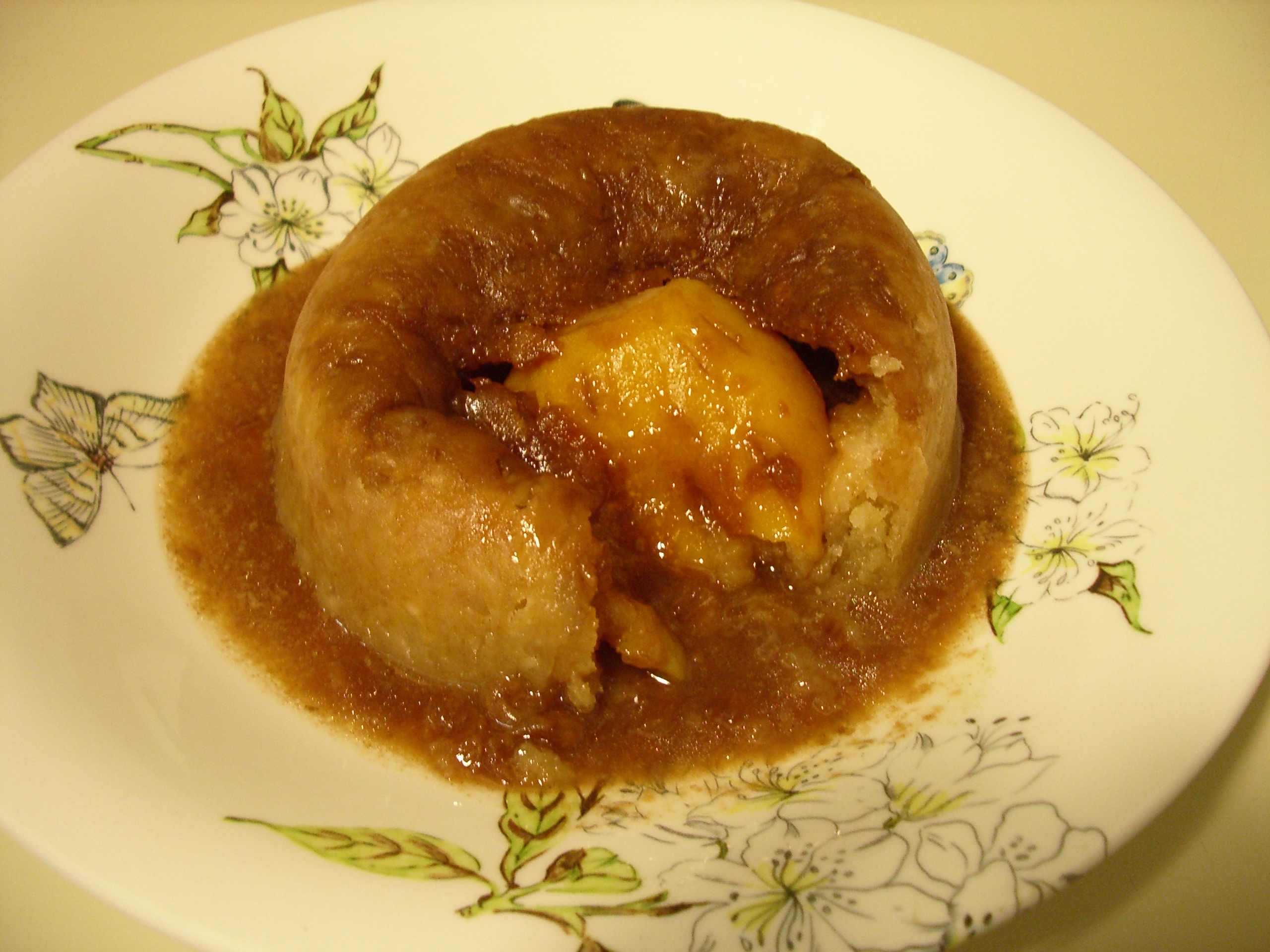
サセックス・ポンド・プディングの中

サセックス・ポンド・プディング（英語: Sussex pond pudding）は、イギリス・サセックス地方の名物プディング。
日本語に直訳すると「サセックスの池のプディング」の意となる。
外観は変哲もないプディングであるが、中には丸ごと1個のレモンがフィリングとして入っており、フィリングとして共に入れられた砂糖と脂が加熱されて溶け、流れ出ることで皿が池のようになる。
レモンに加えてカランツも詰めたプディングはケンジントン・ウェル・プディング（Kentish well pudding）と呼ばれており、こちらも名称の「ウェル」＝「井戸」はソースが流れ出てくることからの命名である。
伝統的には、バターではなく「スエットペストリー」と呼ばれるスエット（牛の脂のことであり、バターよりも安価であった）がプディングの生地に使われ、3時間ほど蒸しあげて作る。
サセックス・ポンド・プディングの名称が確認できる最古の文献としてはハナ・ウリーの上梓した家政書『女王のような戸棚』（1672年）においてであるが、レモンではなくリンゴを丸ごと使用したレシピとなっている。リンゴがレモンに代わった時期は明らかになっていない。